# بی‌نشان (مجموعه تلویزیونی)
بی‌نشان یک مجموعه تلویزیونی ایرانی به کارگردانی راما قویدل نویسندگی مشترک آزیتا ایرایی و مهدی حمزه و تهیه‌کنندگی مرتضی رزاق‌کریمی محصول سال ۱۴۰۱ است. این سریال ۳۴ قسمتی از شبکه سه سیما پخش شد.

## داستان سریال
در تعریف موضوع و قصه این سریال که در لوکیشن‌های مختلف ضبط شده، آمده‌است: برای احقاقِ حق و حقیقت، آبرو که سهل است؛ جان باید داد.
همچنین این سریال در کنار روایت ملودرام خود، به مسایل و موضوعات اقتصادی مبتلابه جامعه می‌پردازد و این موضوعات را در قالب پیگیری‌های یک خبرنگار پیشکسوت دنبال می‌کند. بخشهایی از سریال متناسب با حال و هوای قصه در کربلا تصویربرداری شده‌است.
خانواده‌ای تقریباً ثروتمند پسری به نام مسعود دارند که تصمیم گرفته با ریحانه ازدواج کند. ریحانه دختر یک خانواده فرهنگی و متدین، و دختردایی متین، دوست و همکلاسی مسعود در دانشگاه بوده که ارتباط صمیمانه‌ای با پدرش دارد. اما ازدواج مسعود و ریحانه، به دلیل مشکلاتی که بین خانواده‌ها رخ می‌دهد، با چالش‌هایی مواجه می‌شود. سریال بی نشان ماجرای درام عاشقانه‌ای که بین این دو خانواده جریان دارد را به تصویر کشیده‌است.

## بازیگران
| بازیگر            | نقش          | توضیحات                                                                                                 |
| ----------------- | ------------ | --- |
| پرویز فلاحی پور   | شهاب‌ ادهم    | خبرنگار و نقش اصلی سریال                                                                                |
| نیوشا ضیغمی       | فریده داور   | |
| قاسم زارع         | بهرام کاظمی  | پدر مسعود و مالک شرکت کشت و صنعت (در اواسط فیلم مشخص شد مالک فرآسمان است و شرکت کشت و صنعت پوشش آن است) |
| مریم کاویانی      | مینو         | همسر شهاب‌ ادهم و مادر ریحانه و محمدرضا و علیرضا                                                         |
| مجید واشقانی      | مسعود کاظمی  | پسر بهرام کاظمی و داماد شهاب ادهم                                                                       |
| سعید زارعی        | متین         | خبرنگار و خواهرزاده شهاب ادهم و نامزد بهار                                                              |
| اکبر رحمتی        | حبیب         | دوست شهاب ادهم                                                                                          |
| کاظم هژیر آزاد    | حسین داور    | پدر فریده داور                                                                                          |
| رضا ایرانمنش      | غفوری        | رئیس خبرگزاری بیدارنیوز که با فرآسمان در ارتباط است                                                     |
| اتابک نادری       | احسانی فر    | نماینده مجلس                                                                                            |
| نسرین نکیسا       | گیتی         | مادر مسعود و همسر بهرام کاظمی                                                                           |
| رضا توکلی         | اسماعیل      | |
| احسان امانی       | زهتاب        | دوست شهاب ادهم و قاضی دادگستری                                                                          |
| مهدی فقیه         | علی‌اکبر ادهم | پدر شهاب ادهم و پروین ادهم                                                                              |
| سوسن مقصود لو     | پروین ادهم   | مادر متین و خواهر شهاب ادهم                                                                             |
| مالک سراج         | عباس         | دوست شهاب ادهم                                                                                          |
| توماج دانش بهزادی | افشین        | از اعضای فرآسمان                                                                                        |
| رضا مولایی        | افشار        | از اعضای فرآسمان                                                                                        |
| نیلوفر پارسا      | ریحانه ادهم  | دختر شهاب ادهم و مینو و نامزد مسعود کاظمی                                                               |
| حسن اسدی          | صالحی        | امام جماعت مسجد محل زندگی شهاب ادهم                                                                     |
| محمد صادق ملک     | مؤمنی        | خبرنگار خبرگزاری بیدارنیوز و دوست و همکار شهاب ادهم                                                     |
| بهار نوحیان       | سمیرا        | دوست فریده داور                                                                                         |
| پویان گنجی        | محمدرضا ادهم | پسر شهاب ادهم و مینو                                                                                    |
| امیر سفیری        | کاوه         | |
| مهری آل آقا       | همسر افرا    | |
| رهام تدریسی       | سعادت        | |
| نیما توکلی زاده   | مرادی        | از اعضای فرآسمان                                                                                        |
| بهروز قادری       | دکتر بهرام   | |
| مرتضی زارع        | وحید         | رئیس منابع طبیعی سمنان و آشنای عباس                                                                     |
| سینا قاسمی        | علیرضا ادهم  | پسر شهاب ادهم و مینو                                                                                    |
| هلن نقی لو        | بهار         | منشی شرکت بهرام کاظمی و نامزد متین                                                                      |
| امیررضا زرین بخش  | بهزاد        | برادر بهار                                                                                              |
| هدایت الله سجادی  | قاضی کشیک    | |
| شیما افسری        | تینا         | نامزد افشین                                                                                             |
| مجید یلان         | جاویدی       | فوتبالیست معروف                                                                                         |